# Salame crudo di Albidona
Il salame crudo di Albidona (conosciuto anche come salsiccia cruda di Albidona e in dialetto albidonese come "sazìzza") è un Prodotto Agroalimentare Tradizionale (P.A.T.) calabrese, tipico di Albidona, in provincia di Cosenza.
È indicato ininterrottamente da molti anni nella lista stilata dal Ministero delle politiche agricole alimentari e forestali, all'interno del settore "Carni (e frattaglie) fresche e loro preparazione".

## Ingredienti
Si tratta di un salame preparato con l'utilizzo di carne di maiale, a cui vengono aggiunti sale (utile sia ad esaltarne il sapore che alla conservazione), pepe nero e pepe rosso (solitamente ottenuto in maniera artigianale dalla macinatura dei peperoni rossi coltivati in tutto il territorio).

## Preparazione
Secondo quanto indicato nella scheda redatta dal Dipartimento Agricoltura e Risorse agroalimentari della Regione Calabria, il prodotto finito deriva dalla lavorazione della carne di maiale nei giorni successivi alla macellazione dell'animale, solitamente allevato in ambito familiare.

La carne veniva tradizionalmente tagliata a mano al fine di formare piccoli pezzetti di analoghe dimensioni (metodica spesso sostituita nei tempi più recenti dall'utilizzo del tritacarne).

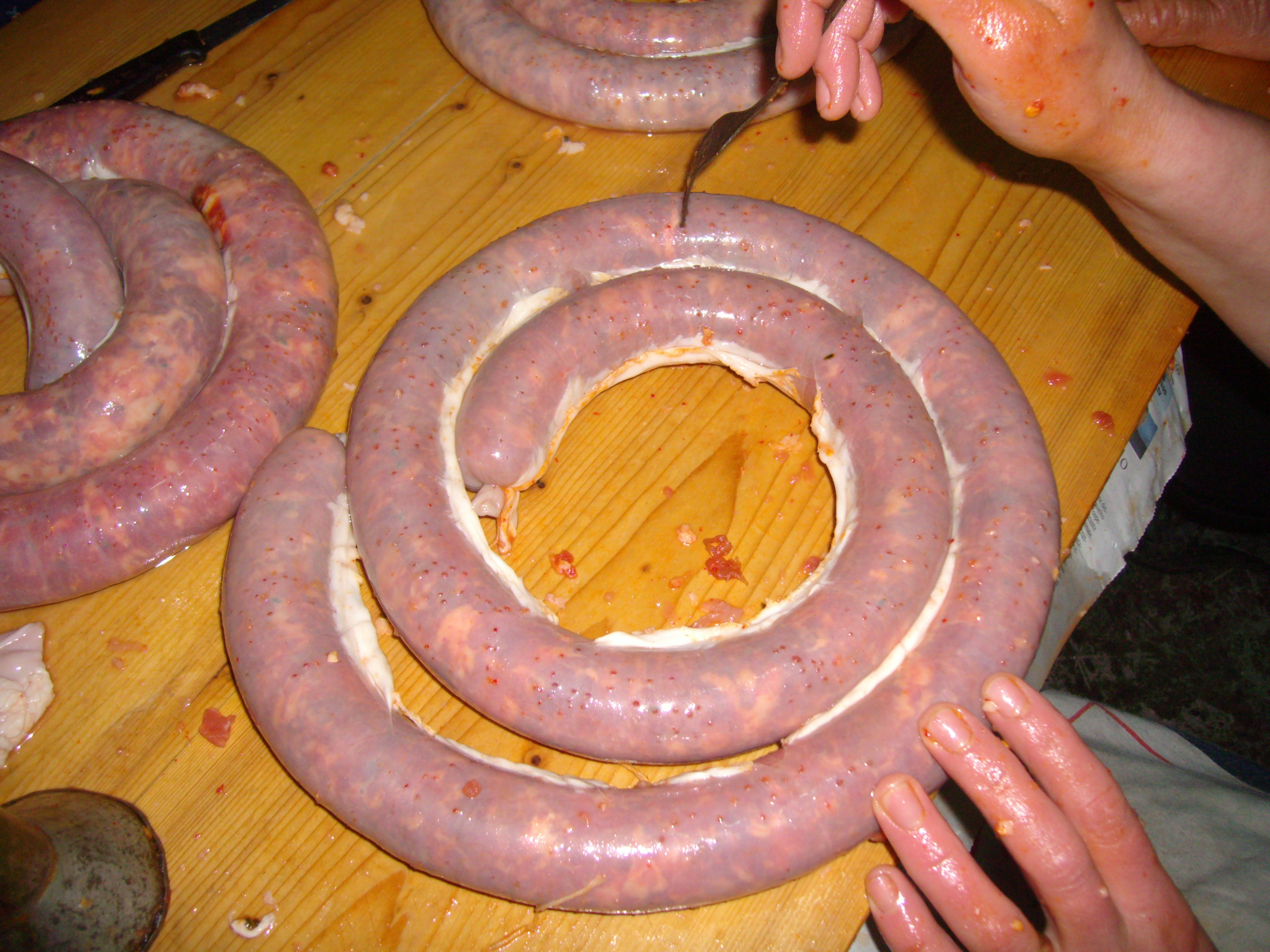
Preparazione del salame crudo di Albidona.

All'impasto si aggiungono sale, pepe nero e pepe rosso. Si impasta energicamente il tutto e poi si lascia riposare per almeno 8 ore. Parallelamente alla macellazione dei maiali si effettua l'estrazione degli intestini più stretti, che vengono prontamente lavati con acqua calda, sale e succo d’arancia.
Una volta pronto l’impasto, si procede al riempimento degli intestini, i quali vengono contenuti con lo spago.
Durante il riempimento vengono praticati alle salsicce piccoli fori, mediante l'utilizzo di spilloni o apposite forchette appuntite, al fine di far fuoriuscire l'aria contenuta all'interno e garantire il contenimento molto stretto della carne, fondamentale per la giusta stagionatura.
L'applicazione dello spago viene attuata seguendo lunghezze più o meno standardizzate (comprese fra i 15 e i 25 cm), che andranno a costituire nella prima fase di stagionatura un'unica lunga spirale (chiamata in dialetto "serta") di salsicce, che, quando sezionate al punto di congiunzione definito dall'anello di spago, costituiranno le "vùcchïgue".
Le serte verranno così appese per tutta la stagionatura su travi di legno ("pièrtiche"), collocate in appositi ambienti dotati di adeguata temperatura e umidità.

## Stagionatura e consumazione
Il salame crudo è destinato al consumo più o meno ravvicinato, dopo una breve stagionatura che può andare da pochi giorni a circa un mese. In questa fase la sazìzza è definita ceròsa. Si tratta di una forma intermedia fra la salsiccia frisca, consumata immediatamente dopo la preparazione, con cottura arrosto sulla brace (sazìzza 'rristùtë) o in padella senza olio (carn'i sazìzz), e la salsiccia ben stagionata (per diversi mesi), chiamata in dialetto sazìzza tostë.